# Юрово (Собинский район)
Юрово — село в Собинском районе Владимирской области России, входит в состав Куриловского сельского поселения.

## География
Село расположено на берегу речки Вежболовка (бассейн Клязьмы) в 4 км на запад от центра поселения деревни Курилово и в 18 км на север от райцентра города Собинка.

## История
Юрово было вотчиной Владимирского Рождественского монастыря. Церковь села в книгах патриаршего казенного приказа под 1628 годом записана как «церковь Николы чудотворца в селе Юрове Рождественого монастыря дани 7 алтын». В писцовых Владимирских книгах 1653-54 годов у Николаевской церкви двор попа Ивана Тихонова, в приходе 35 дворов, а в переписных писцовых 1703 года книгах у этой церкви поп Василий, дьякон Иван, в приходе 44 двора… В 1735 году, с разрешения синодального казенного приказа, усердием прихожан села Юрова была построена новая деревянная церковь во имя святого и чудотворного Николая, вместо старой обветшалой, и освящена в 1735 году архимандритом Рождественского монастыря Павлом. Существующая каменная церковь, с таковою же колокольнею, построена в 1823 году также усердием прихожан. Престолов в ней два: в холодной - в честь святого и чудотворного Николая и в теплом приделе - в честь Божией Матери «Всех скорбящих радости». Последний придел устроен в 1856 году старанием священника Иоанна Зверева. Приход состоял из села и деревень: Степанкова, Красной Боровинки, Копытовой, Вежболовы и сельца Лихинки. В 1893 году всех дворов в приходе 212, душ мужского пола 558, женского — 655. В 1889 году в Юрове была открыта церковно-приходская школа и помещалась в двухэтажном доме, построенном крестьянином села Ставрова Михаилом Бажановым.
В конце XIX — начале XX века село входило в состав Кочуковской волости Владимирского уезда.
С 1929 года деревня являлась центром Юровского сельсовета Ставровского района, с 1932 года — в составе Собинского района, с 1945 года — вновь в составе Ставровского района, с 1965 года — в составе Собинского района, с 1976 года — в составе Куриловского сельсовета, с 2005 года — Куриловского сельского поселения.

## Население
| 1859 | 1905 | 1926 | 2002 | 2010 | 2021 |
| ---- | ---- | ---- | ---- | ---- | ---- |
| 394  | ↗406 | ↘298 | ↘18  | ↗21  | ↘18  |

## Достопримечательности
В селе находится действующая Церковь Николая Чудотворца (1823).